# アダルトビデオの歴史

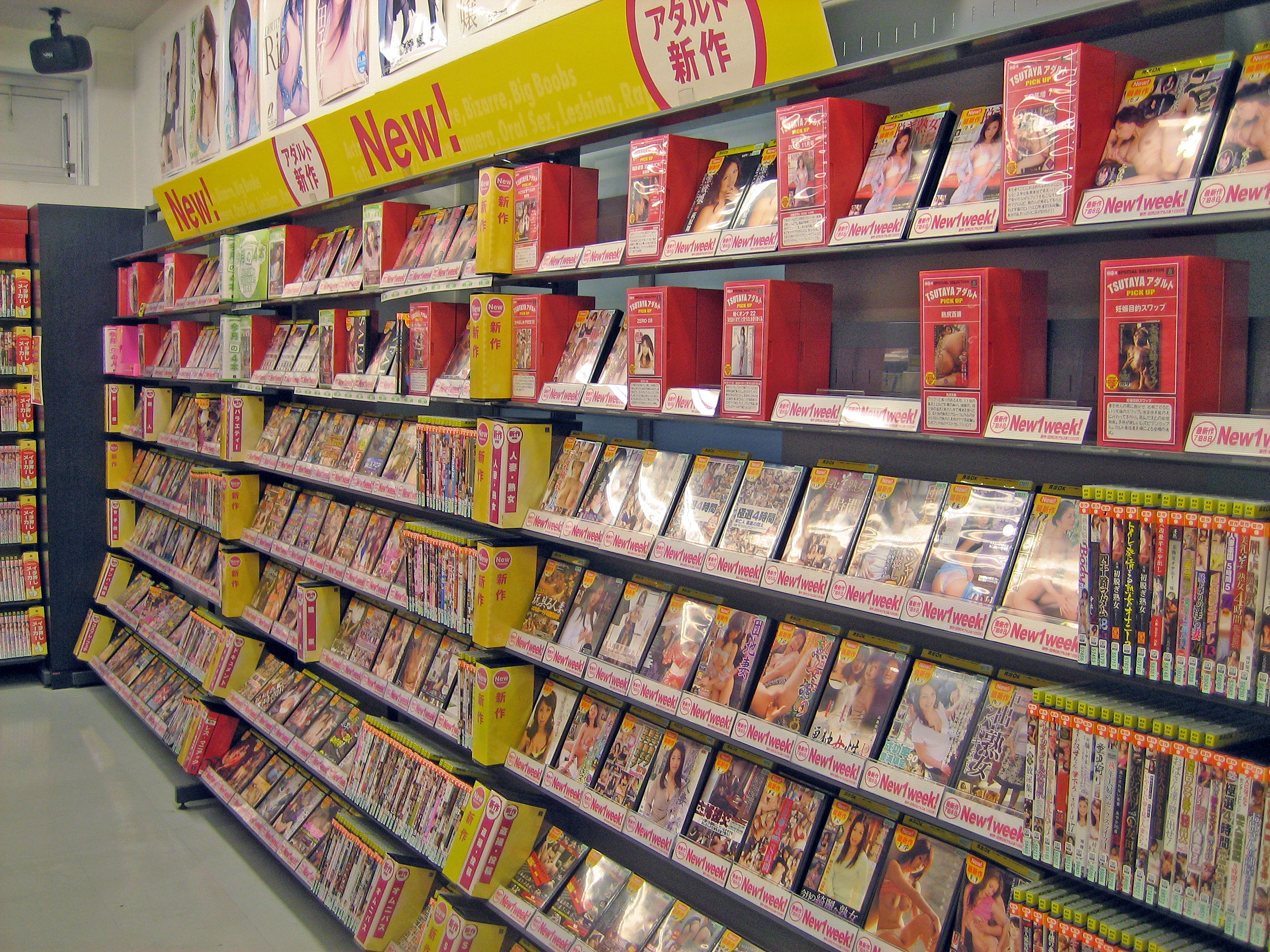
レンタルビデオ店のアダルトコーナー

アダルトビデオの歴史（アダルトビデオのれきし）では、日本においてアダルトビデオ（通称：AV）と呼ばれる成人向けビデオの歴史を記す。

## 概説

### 前史
1969年、デンマークがハードコアポルノを合法化し、これを皮切りに1970年代から西側各国で「表現の自由」の名のもと、多くの国でポルノ映画に対する規制が解禁された。1970年代に入ると、法規制の緩和により、アメリカ合衆国や他の多くの国々で「XXXレート（本格的ポルノと評価された）」映画の上映が許可され始めた。
日本では1962年の『肉体の市場』を嚆矢として「ピンク映画」が登場、大手東映も1968年、『徳川女系図』でこれに参入、これに大映、日活、松竹も続く。また、1971年からは「ポルノ」との呼び名も聞かれるようになった。
またこの時代1960年代後半〜1970年代初頭の映画によくある描写として素人が映ったアダルト作品を男女問わずみんなで集まって鑑賞するというスタイルが新宿界隈で流行っている様子が映し出された作品が何点もある。素人のアダルト作品がアンダーグラウンドで流通している様子がうかがえる。
日本では1969年12月、電機メーカー各社が統一規格による「カセット」方式のビデオテープレコーダーを市販する。これをU規格と呼ぶ。そして、当時販売されたソフトの9割はポルノ映画であった。ただし、これはビデオカメラで撮影されたものではなく、ポルノ映画をビデオに落とし込んだものである。また、ビデオデッキの受け入れ先も、ラブホテルや当時大流行していたモーテルなどであった。ちなみに、1972年からは「日活ロマンポルノ裁判」が始まり、被告は無罪となるものの、日本でのポルノ解禁は取り残されたままとなった。大島渚監督、寺山修司監督、武智鉄二監督らは、芸術志向のハードコア・ポルノ作品を監督し、性の解放に大きく貢献した。しかしながら、1980年代に入ると、ハードコア・ポルノは芸術からは離れ、商業主義路線を歩むこととなる。

### アダルトビデオの誕生と萌芽
1975年にベータマックス（ソニー）が、1976年にVHS（ビクター）が発売されると、1981年5月に日本ビデオ映像から『ビニ本の女・秘奥覗き』と『OLワレメ白書・熟した秘園』が発売された。これがアダルトビデオの第1号と言われている（当時はポルノビデオと呼称された。定価は9800円）。この作品は日本で初めてビデオ撮りされたポルノ映像で、それ以前の劇場公開型のポルノ映画とは異なるまったく新しい独自の流通を目指した新商品として製作された作品であった。家庭用というよりも、ラブホテルや旅館での観覧用として流通した。
1972年には宿泊施設用の撮りおろしピンクテープ（代々木忠監督、日活製作）が摘発されており、これ以前にもピンクテープと呼ばれる作品群はあったものの一般販売用ではなかったことなどからAVには含まれない。なお、この摘発により東映、日活、ジャパンビコッテを中心に自主規制団体「成人ビデオ自主規制倫理懇談会」（のちのビデ倫）が発足する。70年代に家庭用ビデオデッキが発売されても自主規制の兼ね合いで、成人ビデオはポルノ映画の再編集版（当時は30分の収録が基本であったため、内容を大幅にカットした短縮版）しか販売されなかった経緯がある。『ビニ本の女・秘奥覗き』と『OLワレメ白書・熟した秘園』は当時生撮り作品と呼ばれ、稲尾実（深町章）が監督。発売した日本ビデオ映像は脱サラした3名によって設立されたいわばインディーズ企業であり、不完全な短縮ポルノで満足しきれなかったユーザーの支持を集め、黎明期のトップ企業として成長した。ただし日本ビデオ映像は今日のAV専業メーカーではなく、アイドルイメージビデオやプロレスビデオ、アニメや一般向け映画作品のビデオ化なども担っていた（1985年倒産）。
1981年に一般家庭へのビデオデッキ普及率が10%を突破すると、次第にアダルトビデオも普及し始め、映画用のフィルムカメラを用いた大がかりな撮影システムが必要なく、重量20kg程度のビデオカメラが開発されると、参入障壁の低さから制作に参入する小企業も出現した。
このポルノ作品は業界に大きな波紋を広げ、1981年7月、にっかつビデオフィルムズは『生撮りシリーズ』を刊行。同年11月、愛染恭子の『愛染恭子の本番生撮り 淫欲のうずき』が発売され、「本番」という演出法が男性を刺激し、2万本を超える大ヒットを記録した。この作品でビデオ作家としての確たる評価を得た監督の代々木忠は、1982年8月には『ドキュメント ザ・オナニー』シリーズを刊行。従来のビデオ撮りという手法は用いているもののそれまでのポルノ映画の演出法を引継いだ劇映画調の作品からの訣別を図った。
上記シリーズは1981年にビニ本業界の大手ハミング社がビデオ部門として設立した宇宙企画のビデオと共に、後のアダルトビデオ業界の方向性を決定付けたとも言われており、『ビデオ・ザ・ワールド』（1985年4月号）において中村正平は「お手軽ポルノドラマが全盛であったご時勢に宇宙企画の出した『素人生撮り』シリーズは「動くビニ本」といった趣を持つビデオとしてのメディアに覚醒した画期的なもので、ポルノビデオの方向性を決定付けた。このインタビューオナニー形式は代々木忠の『ドキュメント ザ・オナニー』シリーズで完成され、空前のセールスをあげた。」と評している。1982年の『ドキュメント ザ・オナニー』シリーズの第一弾『主婦斎藤京子の場合』が8万本のセールスを記録し、アダルトビデオブームが起こり、1983年のビデオカタログには、90社ものAVメーカーが掲載された。また、当時、一部のラブホテルではビデオカメラとビデオデッキを設置した客室があり、カップルが自ら撮影したものを観賞して楽しむことができたため、その映像が流通することもあった。
中でも後のアダルトビデオという造語を創出した小路谷秀樹は宇宙企画の初期人気作品を多数作り上げた監督の一人で、1982年の『女子高生素人生撮りシリーズ 美知子の恥じらいノート』や『SM体験 早見純子の場合』『実験SEXデート』などの作品を世に送り出してヒットさせ、アダルトビデオ市場は「ドキュメントもの」と呼ばれる作品が大半を占めるように。
当時、自主規制機関である日本ビデオ倫理協会は、3分以上の連続した性交描写を許可しておらず、ハードコアの表現を規制していた。こうした背景と、ビデオデッキの普及から裏ビデオと呼ばれる作品がブームを巻き起こす。こうしたビデオは家電量販店のビデオデッキ購入景品として出回り、『洗濯屋ケンちゃん』や田口ゆかりの『サムライの娘』『ザ・キモノ』などの作品が多くの庶民の手に渡った。表ビデオ業界はそれまでのドキュメントものやソフトコアでは対抗できないと危機感を募らせる中、宇宙企画が発売した『ミス本番 裕美子19歳』（1983年）は、業界に衝撃を与えた。それまでの表ビデオの作品にも本番を謳うものは存在していたが、旬を過ぎたワンランク下のモデルが担当するジャンルであり、キワモノ的な扱いであった。ソフトヌードで充分通用するレベルのモデルが、いきなりハードコアでデビューするという、常識を覆した作品であった『ミス本番 裕美子19歳』は2万本を超える大セールスを記録。『ミス本番』シリーズとして宇宙企画におけるトップブランドに君臨した。
その後の小路谷秀樹の『私を女優にしてください「何でもやります」竹下ゆかり19歳』、『ミス本番 有希子めぐり逢い』（1984年）などのヒットにより、女優の清潔感がセールスの上での重要な演出点であることが確立されると、本番の有無よりも女優としての質にこだわりが見られるようになり、1984年末から1985年にかけて、第一次美少女ブームと呼ばれる時代が訪れた。渡瀬ミク・早川愛美・永井陽子・杉原光輪子・森田水絵・中沢慶子などの人気モデルに加え、いわゆる本番をしない小林ひとみ・麻生澪・秋元ともみなどの女優が誕生した。『ミス本番』で開放的なセックスを演じた吉沢有希子も早見瞳に改名後は本番を拒否し、『GORO』のインタビューにおいて、「そういうことは自分の好きな人とだけがいいと思います。」と述べている。
「美少女が本番行為をする」という起爆剤で以って一般に広く認知されたアダルトビデオは、「美少女」の要素のみを拡大させて行った。やがて「擬似本番」という言葉とともに、直接の性行為からリアルな感情を引き出す演出法は衰退。「アダルトビデオで演技をする人」いわゆるAV女優という言葉を生み出した。
美少女ブーム、AV女優のアイドル化は美光水（レイクス＝山口美和、杉原光輪子、森田水絵、1986年）やかわいさとみ（1988年）がレコードデビューするなど広がりを生む一方、ルックスが良ければ内容はソフトでもよいという流れを生んだ。絡みパートの少ないドラマ作品が主流となり、この流れが顕著に出た秋元ともみ第2作『青空に空いっぱい』（宇宙企画）では、ヌードはあるものの、絡みもオナニーシーンもない作品となった。本作の監督であるさいとうまことはノスタルジックな作風に定評があり、当時の代表的な監督として挙げられる。
1990年代に入るとかわいくてもハード路線ができる女優が現れ、セルビデオにおいての過激化の波が起き、宇宙企画の失速、ドラマ作品は古臭いという時代に入っていく。また、ビデ倫では「なぜその男女がセックスをするのか」という理由付けが審査規定にあり、緩和された以降もドラマ作品が製作されていったが、90年代後半、審査を受けないインディーズ系メーカーの登場により、ドラマ要素を外し、行為をしっかり描写できるようになったという製作者側の理由もあった。こうしてインディーズメーカーの台頭は、熟女および凌辱作品以外でのドラマもの作品が姿を消す状況を生み出していいた。

### 著名監督の登場
1980年代、日本でレンタルビデオ店が急増し、1984年には店舗数は全国で2500店舗に増加していた。1985年頃、警察は日本ビデオ倫理協会の自主規制審査を通していない作品はわいせつ物とみなすことと示唆したため、AVメーカーの多くが同協会への加入を余儀なくされた。
同時期に登場し、人気を集めたアダルトビデオ監督村西とおるは、「AV界の帝王」とも呼ばれ、1985年に登場した黒木香による『SMぽいの好き』（1986年）などで人気を集めた。当時、村西は月6本、ロケに出ては数本を撮影して帰るという繁忙状態であった。作品内容は「本番」と呼ばれる性行為そのものに偏重したものが中心であった。
また、女性の膣内を撮影した『マイクロ・ボディ 奥までのぞいて』を発表し、その後も内性器描写や、フェラチオ、パイズリと呼ばれる過激な性表現を連発した豊田薫も、人気を集めた。

### 淫乱の時代
1985年4月、『ドキュメント ザ・オナニー』を輩し、ソフトポルノ路線を展開していた日本ビデオ映像が9億円の負債を抱えて倒産する。これは撮影所方式世代の時代の終焉を告げる象徴的な事件であったと同時に、アダルトビデオ業界変革の前哨でもあった。ビデオレンタル店の増加や新風俗営業法の施行に伴い、それまで、裏ビデオをメインに独自の通信販売で商品を流通させていたメーカーが相次いでビデ倫に加盟し、市場の拡大とアダルトビデオ業界の体質の変化が加速した。特にSMメーカーの御三家と言われたアートビデオ、シネマジック、スタジオ418の加盟は大きな衝撃を与えた。
豊田薫はこの時代を象徴する作品を数多く手掛けた監督で、ビデ倫の規制基準と度々衝突した。特に1985年7月の『マクロ・ボディ 奥まで覗いて』の下着越しのフェラチオ、『ザ・KAGEKI2 黒くぬれ!』や『侵犯! 恥骨の森』などの膣内のクローズアップ映像に見られるハードな描写は同業他社の内容面の補強と見直しを余儀なくさせた。
一方、村西とおるもこのころにデビューしており、池田理代子や横須賀昌美を起用したソフトポルノを制作していたが、営業的な成功は見られず、本番ビデオ路線へと傾斜していき、1985年、『恥辱の女 立川ひとみ』を発売した。『ビデオ・ザ・ワールド』（1986年3月号）で実施された「1985年度アダルトビデオリアルベストテン」において同作は1位に選出され、村西はその名声を確固たるものとした。村西は月産約6本という異常な乱作形式を採っており、そうした中で営業的な成功を収めるのは、決まって粗製乱造された本番ポルノであった。やがて、自身も作品内に男優として出演するようになり、1986年10月、伝説となったアダルトビデオ、黒木香の「SMっぽいの好き」が登場することとなる。

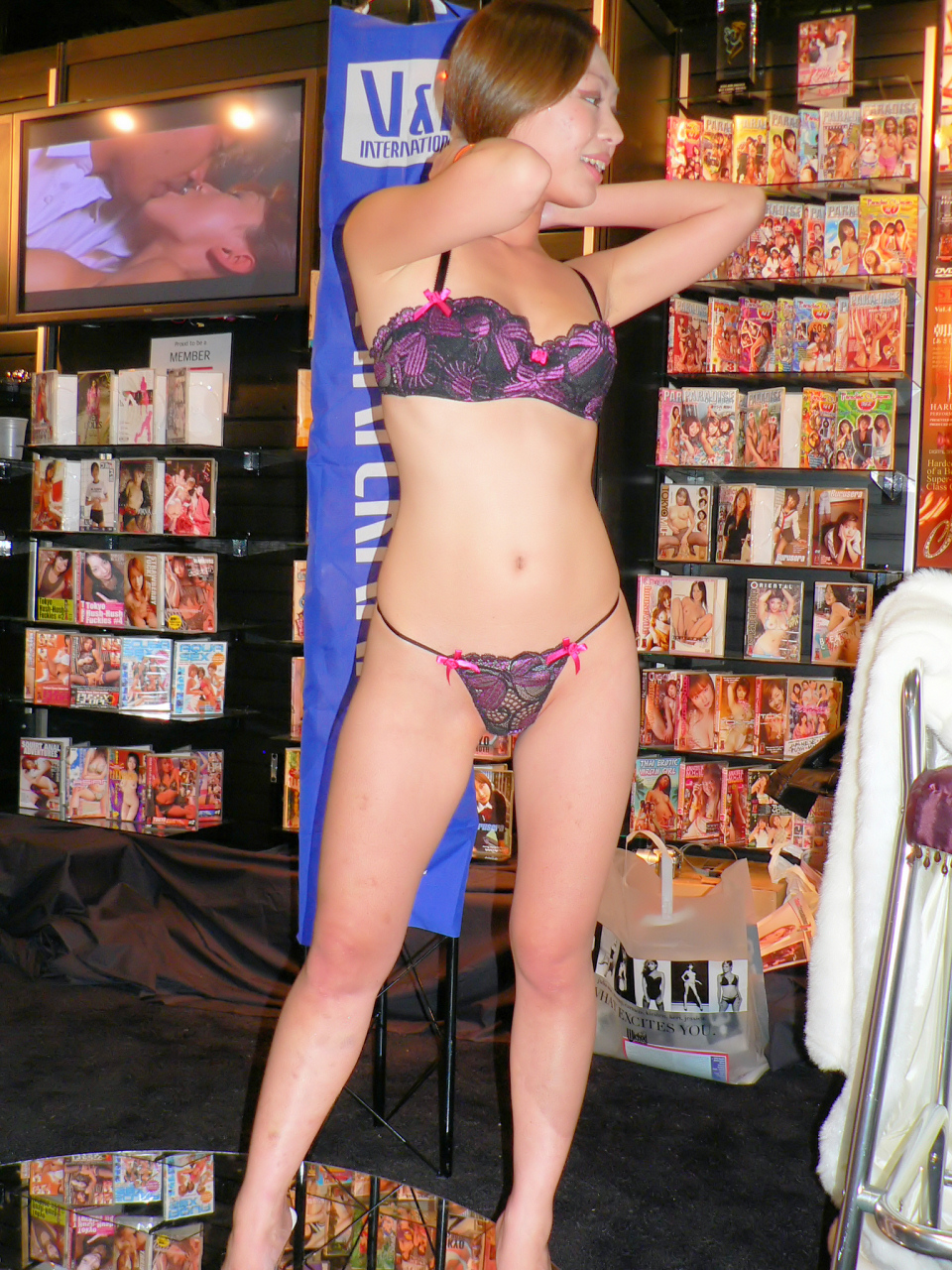
AV女優・朝比奈ハル

黒木の登場は再び「本番」という行為に対しての強力なまでの影響力を認識させると共に、ルックスで劣る女優たちにとっても過激な性感表現を駆使することで高い出演料を手にすることが出来る機会があることを確信させた。黒木に続けとばかりに過剰な痴態表現を見せることを売り物にする「淫乱女優」が次々と登場し、咲田葵、沖田ゆかり、亜里沙、朝吹麻耶、豊丸、沙也加、有希蘭といった女優たちが成功を手中に収めた。大根などの異物挿入やペニスの2本同時挿入など、多数の過激な性戯に挑戦してきた豊丸は後のインタビューで「黒木のAVを見て、こうしたことに挑戦したいと思っていた」と、その影響を語っている。また、90年代に入って前戯技術研究の進化と共にGスポット刺激による普遍的反応として確立された潮吹きは、沖田ゆかりが『いんらんパフォーマンス 色即是空』で見せることによっては一世を風靡し、本番をしない美少女系女優にも伝播し、現代においては女性のオーガズムを映像表現する代表的手法として多くのアダルトビデオに取り入れられている。この時代、美少女路線のソフトポルノと、淫乱路線のハードコアの二種類の路線を機軸として日本のポルノ認知は社会的な拡大を見せた。村西とおるや黒木香が頻繁にテレビのゲストとして登場するなどメディアの力も獲得して芸能界への侵食を開始した。
一方で、レンタルビデオショップの店舗数は臨界点に達し、激しい価格競争が行われるようになった。1985年に1200円であったレンタル料金はみるみる下落し、100円レンタルを標榜する店舗まで出現した。大型チェーン店の競合店舗駆逐策に対し、個人経営のビデオレンタルショップは独自性を見出すために、「無審査ビデオ」「インディーズ・ビデオ」などと銘打ったビデ倫の審査を受けていないビデオを店頭に並べるようになった。1987年に主流となった「シースルービデオ」と呼ばれるモザイクの薄い、性器の透過性の高い商品が需要を伸ばした。こうした商品は摘発の危険性を避けるためにメーカー所在地をパッケージに記していないことがほとんどで、警察はビデオレンタル店をわいせつ物の頒布で度々摘発した。
警察とアダルトビデオ業界の対立は年々激しくなり、警察側はモデル供給源の遮断が急務と捉え、1988年1月、トゥリード、富士総合企画など大手モデルプロダクション4社を摘発した。しかしこの摘発根拠は「労働者派遣法」および「職業安定法」で、警察がモデルプロダクションを「管理売春」で立件できない実情を明らかにさせてしまう結果となり、業界内には安堵感が広がった。
1989年3月、女子高生コンクリート詰め殺人事件という凄惨な事件が発生し、同5月、アイビックにより同事件が作品化されたという報道が週刊誌でなされ、世論に大きな衝撃を与えた。これに対してビデ倫は6月5日、「記憶に生々しい社会的事件を題材として取り上げないように」との通達を出したと同時に、「セーラー服」や「少女」など、未成年を示唆する言葉やタイトルの使用禁止を規定した（当時の未成年は20歳未満）。さらに同年7月21日、15歳の少女であった伊藤友美が24本ものアダルトビデオに出演していたとして所属事務所マウントプロモーション社長、メーカー4社の社長、監督が逮捕された。続く8月10日、東京・埼玉連続幼女誘拐殺人事件で宮﨑勤が逮捕され、大量のアダルトビデオを所持していたとされる報道がなされたため、アダルトビデオに対する本格的な抑圧が開始されるかに思われた。しかし、行政の政策は宮崎が実際に大量に所持していたホラービデオとロリコンビデオの対策や未成年が自由に購入できる状況にあった自動ポルノ販売機の規制に終始し、アダルトビデオ業界そのものが規制対象となることはほとんどなかった。
1989年4月に発売された女性週刊誌『an・an』において、「セックスで、きれいになる」とコピーが打たれたセックス特集が組まれ、女性の性に対する意識変化が試みられるようになると、アダルトビデオ業界にも林由美香、樹まり子といった自主的に「本番出演」を選択する女優が次々と登場し始めた。また、早見瞳の『今度は本番! 早見瞳』のような一旦引退したソフトポルノ女優の本番路線への転向とカムバックがブームとなり、人気を博した。

### 新しい波
1989年6月に発売された、近松はじめの『アクションビデオ ビデオギャルやりませんか』は、撮影者が街角で女性をスカウトする場面からはじまり、ラブホテルに連れ込んで性交渉に至る過程をおさめたもので、「素人もの」と呼ばれるジャンルの嚆矢となった。アダルトビデオが作られる状況そのものを記録するという手法は、プロダクションを通さない分、出演料が抑えられるというのも、大きな利点であったし、従来謎めいていた部分を解き明かすという意味で視聴者の知識欲を満たす画期的手法で、瞬く間に一大ジャンルを築き上げて業界に定着した。90年代に入ると、カンパニー松尾、バクシーシ山下、平野勝之といった社会性に富んだ、映像の斬新さを追求していく監督が登場し、アダルトビデオ業界のみならず一般映画界にも影響を与えた。松江哲明は「僕がとくに影響を受けているのは平野さんであったり、カンパニー松尾さん、バクシーシ山下さんといったAV監督の作品です」と言及している。こうしたオリジナリティの強い映像への帰着は日本の叡智が生み出した独自の映像文化の発達の成果であると評価されている。
1989年にはゴールドマン監督がのちのハメドリに発展する『NEW変態ワールドなま』（アートビデオ）を発表。この作品は家庭用ビデオで撮影された。
1986年に歌手デビューし、後に元芸能人としてアダルトビデオに出演した葉山レイコの『処女宮 うぶ毛のヴィーナス』は当然のように大ヒットし、A級ルックス女優のソフトポルノ路線を再び盛り上げた。1990年、葉山のヒットを機にソフトポルノ路線に特化した芳友舎は、星野ひかる、浅倉舞、白石ひとみ、伊藤真紀などの美人女優を次々とデビューさせ、業界シェアを飛躍的に拡大させた。宇宙企画やアリスJAPANといったレーベルもこの動きに追随し、青山ちはる、沢木まりえ、朝岡実嶺といった人気女優を輩出した。1992年にデビューした飯島愛は、こうした潮流のひとつの終着点ともいえるほどの人気を博した。先行して出演していた深夜のテレビ番組『ギルガメッシュないと』との相乗効果もあり、飯島の作品は爆発的な売れ行きを残した。こうした「ヌードの仕事をするアイドル」の激しい争奪戦が繰り広げられると同時に、AVそのものをより大衆的な商品へと変化させた。これは、無名女優が出演し、ハードコアをする作品と、有名女優が出演し、ソフトコアをする作品との市場構造そのものの分断を意味していた。

### インディーズビデオの襲来
1987年末にはレンタルビデオ店は日本全国で約2万店舗に達する。その頃に息を吹き返したのが、ビデ倫に所属しないインディーズ・ビデオ（無審査ビデオ）である。「シースルービデオ」とする、性器のモザイクの非常に薄いものが見られたという。なお、シースルービデオはシースルーがゆえに、疑似本番が通用しがたい。モザイクの濃いものであればモザイクの向こうで挿入したふりをするという不正も可能であるが、シースルー状態では実際に女性器に男性器を挿入するよりない、本番行為を行うよりないのである。これはインディーズ/シースルービデオの人気を高めるのに役立った。ただし、本番女優には疑似女優に比べて高額なギャラが支払われたという。
この商品は法的に危険なものであるため、制作元がパッケージに記載されていないこともままあった。このため警察は、制作元でなくレンタルビデオ店の方を摘発したという。また、メーカー側は摘発されればそのブランドを消滅させて新しく立ち上げる、という方策で対策を取った。
ただしこの後、1989年頃には女性誌『an・an』がセックス特集を組むなど女性の性がオープンになる傾向と歩調を合わせ、AVは本番を行うものという新たな常識が定着していった。
1998年にソフト・オン・デマンド専属女優としてデビューした森下くるみが、1999年にインディーズ出身女優として初めて『オレンジ通信』AVアイドル賞を獲得。2001年には長瀬愛が企画女優として初めてオレンジ通信AVアイドル賞を受賞。当時の企画女優はインディーズ作品にしか出れず、レンタルAVに出る単体女優より格下というムードがあったものの、この年の同賞ベスト10には2位の笠木忍、6位七瀬ななみ、9位桃井望、10位長谷川留美子と企画女優が5人ランクイン。この現象を受けて企画女優でも名前で作品が売れるようになった女優をキカタンと専門誌などで呼称するようになった。インターネットの発展で名前の出ない女優でも検索できるようになった時代背景も挙げられる。2002年には長瀬、堤さやか、桃井望、樹若菜の4人でアイドルユニット「minx」を結成。同年のAVアイドル賞は宇宙企画でデビューするも、インディーズに進出し、キカタン的な活動をするようになった及川奈央が受賞した。この時期にはかわいい女優はレンタル、マニアックなAVはセル（インディーズ）という業界構図、住み分けは瓦解していった。

### セルビデオの時代

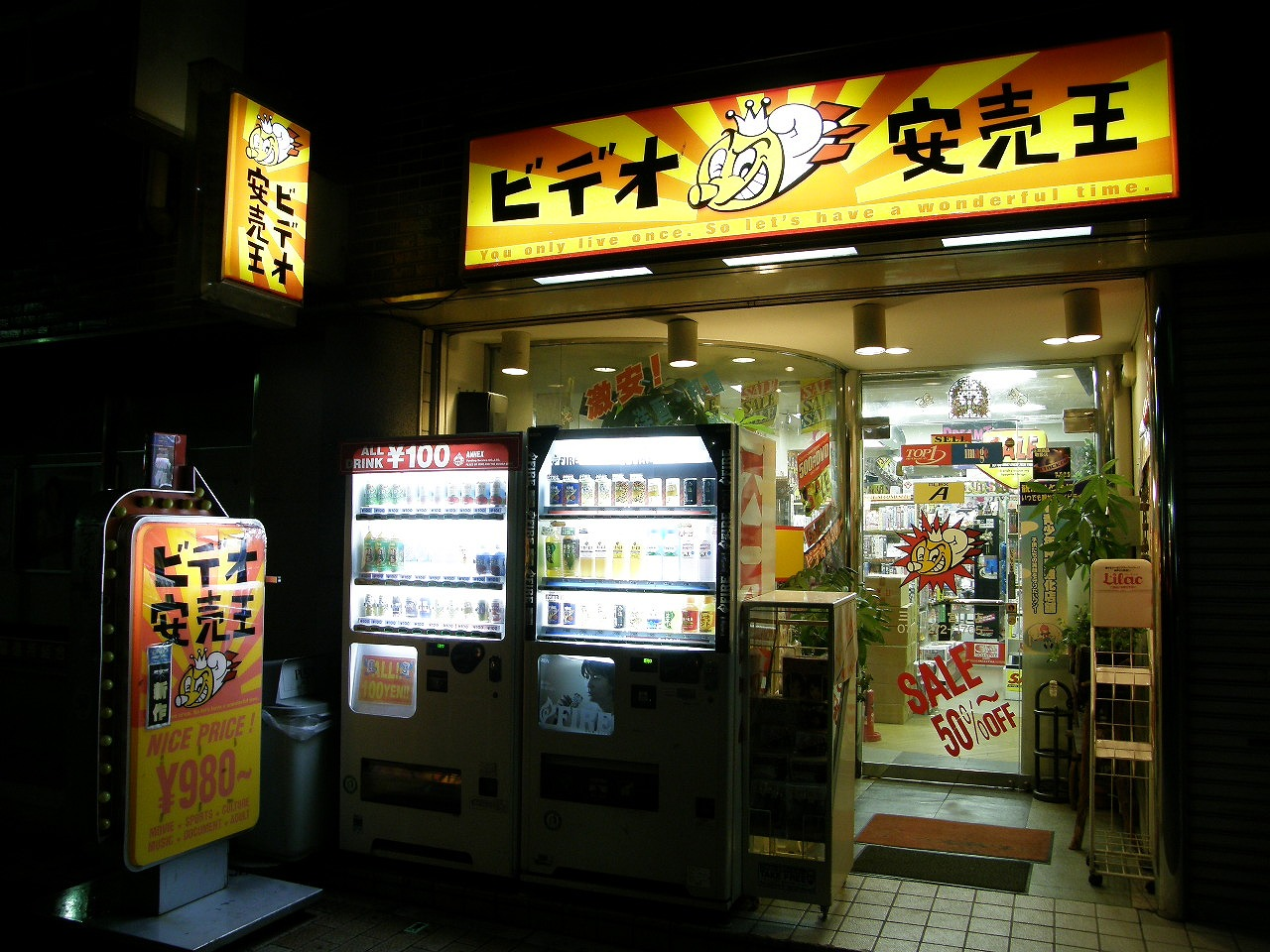
本格的セルビデオショップ「ビデオ安売王」

1989年、前述の女子高生コンクリート詰め殺人事件をきっかけにビデ倫は一部表現に制約を科す。さらに宮崎勤事件なども重なり、AVを含めたセックス・メディアに逆風が吹いた。1992年頃には大手製作会社の倒産が相次ぎ、人気女優の裏流出ビデオが大量に出ることとなった。これは1997年まで続く。
その中で1990年代前半、セルビデオという新しい流通形態が一般化した。それまでのビデオ作品はあくまでレンタルが主流で、顧客への小売販売という実験的な試みはあったものの、一般化はしていなかった。1993年にレンタルビデオとは違う、そしてビデ倫に加入しないセルビデオ（小売りビデオ）販売店である本格的なセルビデオショップとして日本ビデオ販売の「ビデオ安売王」チェーンは、会長佐藤太治の積極的な広報活動の甲斐もあり、1995年までにフランチャイズ1000店舗と拡大展開した。価格帯はおおよそ2,000 - 3,000円、粗利は50%程度であった。
セルビデオはビデ倫を通さず別の自主倫理審査を行い、ビデ倫審査作品に比べ、陰毛が見える、モザイクが薄いなどのアドバンテージがあった。前述のとおり、モザイクが薄ければ疑似本番では誤魔化し難い。このため疑似本番しかできないビデ倫レンタルさがりの女優は起用できなかった。そもそも、モザイクの薄さはユーザーの満足や売り上げに直結するとされる。なお2000年以降には「激薄ビデオ」と呼ばれる、モザイクの一辺が1mm以下のものまで登場した。ただし、このような商品がまともなショップに並ぶことは稀であった。
当初安売王と製作者は仕入先固定契約により自由な流通が阻害されていたが、1996年、安売王が海賊版ビデオを販売してしまったことなどにより訴訟に発展。1996年2月の安売王代表・佐藤の辞任を契機にビデオ安売王は崩壊するが、フランチャイズ店舗は1000店という規模が残ったこと、そのビデオ安売王が築いた市場に後発の業者が殺到したことにより、セルビデオブームが到来した。ここで業績を伸ばしたのがソフト・オン・デマンド、桃太郎映像出版などのメーカーである。
安売王傘下のソフト・オン・デマンドは、セルビデオメーカーとして初めて独自の流通ルートを開拓し、経営規模の大幅な拡大に成功している。また、ソフト・オン・デマンドは統括プロデューサー高橋がなりのマスコミへの積極的なアプローチによりアンダーグラウンドイメージの強いセルビデオメーカーのイメージ払拭に成功した。
セルビデオは大流行を見せ、90年代後半には販売店は3,000店とも5,000店とも言われる状況となった。AV制作側もセルビデオを歓迎した。村西とおるによれば、レンタルは企画開始から集金まで1年程度を要したものが、ショップ買い取り方式のセルビデオであればすぐにでも売り上げが入ってくるのである。
また、日本のAV製作会社が外国向けに販売したものが、日本に逆輸入されて裏ビデオとして販売される場合があった。激薄ビデオも海外に輸出されていた。日本の警察は2002年頃から薄消しビデオの摘発に躍起になったことが、販売会社が販売先を海外に移したことが原因ともみられる。2004年頃には、日本人AV女優の出演しているAVが海外サイトで販売されていることは当然といった状態となった。
高橋は前述のようにビデ倫一極の業界体制にも一石を投じ、新たな審査団体メディア倫理協会を設立。後の多数の新審査機関設立の潮流を作り上げた。2007年8月、セルビデオに対抗してモザイクなどの規制を緩めた日本ビデオ倫理協会が警視庁から強制捜査の上、わいせつ図画頒布幇助の疑いで逮捕者が出ることになる。これによりビデ倫は事実上の崩壊を迎える。ビデ倫の審査を受けていた多くのメーカーは新規に立ち上がった日本映像審査機構（日映倫）に移行。日映倫にはかつてインディーズメーカーと呼ばれたSOD代表取締役とエムズファクトリー統括本部長が名を連ね、90年代にはビデ倫メーカーから締め出しを食らっていたインディーズメーカーという構図は逆転した。2010年には主に旧インディーズメーカーの審査を行っていたCSA（旧メディ倫）と日映倫が業務統合し、映像倫理機構が発足。老舗のレンタル陣営が新興のセル陣営に吸収される形となった。

### 配信とコンプライアンスの時代
2005年に元タレントの麻美ゆまがデビュー。2006年には元アイドルの範田紗々がAVタイトルに初めて「芸能人」と銘打たれた作品を出しヒット。芸能人AVブームが起こる。2008年4月、テレビ東京の深夜バラエティ番組『おねがい!マスカット』でAV女優を含むアイドルユニット、恵比寿マスカッツがデビュー。また2008年には芸能人を起用する日本のアダルトビデオメーカー「MUTEKI」が誕生するなど芸能界とアダルトビデオの境界線が低くなる時期であった。2011年の『AV女優 小向美奈子』（アリスジャパン）は約20万本を売り上げ、AV史上最大の売り上げ記録となった。
2000年代後半までにはセルビデオで名を挙げたソフト・オン・デマンド、DMMグループ、プレステージ（MGS動画）各社ともに動画配信事業を開始、2013年1月には女性向けアダルトサイト「GIRL'S CH」がオープン。動画サービスの時代の幕開けとなる。また、スマートフォンの普及により、AVのスマホ視聴も増大。前述のAV女優のテレビ進出も加わり、店舗では購入し辛かった女性のAVユーザーも増えていった。
一方、2004年に出演女優に残虐行為を行ったバッキー事件が起こり、関係者8人が逮捕。AVのイメージを大きく悪化させた。2006年8月に横浜駅前で露出もの作品の撮影をしていたところを通報され、男優と女優が公然わいせつ罪で逮捕される事件が発生。2008年5月にはホットエンターテイメントが渋谷駅近くの路上に停車したダンプカーの荷台で撮影をしていたところ、公然わいせつ罪で制作に携わった7人が逮捕された。この余波として以降の野外撮影、公道が映りこむ作品が各メーカーで自主規制される。
2016年3月には人権団体からAV女優の「出演強要」が起きているとの調査報告書が発表され、同年7月には、大手AV事務所マークスジャパンの元社長など3人が労働者派遣法58条を根拠に逮捕され、有罪判決を受ける。こうした事態を受けて、2017年4月、メーカー側の団体「知的財産振興協会」（IPPA）、プロダクションの連合「日本プロダクション協会」（JPG）、AV女優の連合組合「表現者ネットワーク」（AVAN）が発足。またそれらによる「AV業界改革推進有識者委員会」（のちにAV人権倫理機構）を設立。コンプライアンス、人権意識遵守の時代を迎える。
撮影48時間以上前に台本を演者が確認することが徹底されることとなったため、ドッキリなどハプニング系作品の撮影が事実上不可能となり、素人ナンパ企画なども同様となった。また過激なプレイものもコンプライアンス観点から作りづらくなった兼ね合いもあり、熟女作品でしか見られなかったドラマ作品が三度主流となってくる。
2000年代から2010年までは作品の主流は前戯、本番、3Pなどをコーナー別に分けた企画色の強いドキュメント式の構成が主流であったのだが、2010年代半ばからは漫画やゲームで火が付いた「寝取られ（NTR）」が人気となり、10年代終盤には威勢の上司や部下が同室に泊まることになる「相部屋もの」や、彼女や異性の友人、彼女の友達などと3日間を共にする「3日間もの」といったシチュエーション作品が青次いで制作され売り上げを伸ばした。AV監督の朝霧浄はこの流れを、「事前に内容を決めておかなければならないとすると、必然的にしっかり演出されたドラマもののほうが有利になる」からではないかと証言している。
2017年にはDMMが傘下AVメーカーのCAを売却するなど業界再編成もおこる。規制の波が業界全体に起こる中、2020年には企業単位ではない同人AVがにわかに勢力を伸ばしつつある。
2010年代後半には動画配信各サービスにおいて定額見放題のサブスクリプションサービスが開始。アダルト業界も追随する。従来のDMM R-18改めFANZA、TSUTAYA TV動画見放題、ゲオTVに続き2019年よりU‐NEXTがアダルトサービス・H-NEXTを開始。従来サイトは定額サービスにおいて新作の扱いはなく準新作、旧作のみの扱いであったが、U‐NEXTでは独自に新設されたFALENOレーベルのみ新作独占配信となる。2021年8月、作品売り上げが出演女優に還元されるアダルト配信サイト・HerHersのβ版がオープン。10月に見放題サービスを開始するが、翌年3月末日に閉鎖された。
2019年4月よりドグマがFANZAにて4K作品のリリースを開始。2021年1月1日にはアイデアポケット、PREMIUM、4K-ダスッ!の3メーカーから初のUltra HD Blu-ray規格のソフトが発売された。
2020年春から新型コロナウイルス感染拡大防止の観点から大手メーカーでは緊急事態宣言期間の撮影が中止され、また再開後も大人数での撮影が自粛された。AV女優の宮村ななこは知名度の低い企画単体女優は仕事量減少の影響があったと、自身の体験も踏まえ分析している。他の性産業も大きく打撃を受けたことにより、新人女優のデビューが相次いだ。FANZAアダルトアワードは2020年度以降開催自体を中止。スカパー!アダルト放送大賞も授賞式の延期などの影響を受けた。一方で外出自粛の動きが広まったことにより、アダルト系動画配信サービスは大幅に売り上げを伸ばした。
2022年1月8日、AV女優プロダクション・プライムエージェンシーの代表者を含む4人が職業安定法違反（有害業務の紹介）容疑で逮捕。事件後公式サイトが削除された。
2022年4月6日から7日にかけて、AV女優およびプロダクションのTwitterアカウントが大規模かつ無差別の凍結状態となる。Twitter側の表明はなく、原因は不明。
2022年4月20日にはソフト・オン・デマンドが違法アップロードや作品データ流出による著作権侵害被害額が推定13億5000万円にのぼることを発表。
2022年5月、『アサヒ芸能』（徳間書店）が「2022現役AV女優SEXY総選挙」の結果を発表。トップ女優こそ変わらぬものの、デビュー数年目の女優の飛躍や、キカタン女優のブレイクなどがみられ、ネット視聴およびサブスクサービスの普及でユーザーの嗜好別にそれぞれのキラー女優が集票された結果と分析。頭打ちを感じた女優でも、はまり役や得意ジャンルを見つけた瞬間に躍進の可能性がある時代に入ったと論じた。

### AV出演被害防止・救済法
上川陽子を座長とする与党AV被害防止のプロジェクトチームが2022年4月13日に発足。同月28日に男女ともに書面での出演契約成立から20日間経過しないと撮影不可、撮影後1年間は無条件で契約の取り消しができる（出演者は損害賠償責任は負わない）、作品公表は撮影後3か月経過後に限るなど骨子がまとめられた。AV人権倫理機構理事の河合幹雄はこの骨子では守っているほうがアングラ化してしまいコントロールできなくなる恐れを指摘した。ライターの荒井禎雄はAV業界のロビイング不足を指摘。また自民党案にはAV業界の内面を聞き取りしておらず、大義名分を見誤った見当違いなものと指摘した。同年5月には前述理事の河合が、2018年2月から2022年3月までの出演取り消し依頼のデータを突き合わせ、出演強要があるという運動団体の主張は事実ではないことを示した。2022年5月9日、与野党の実務者会議でAV新法にまつわるヒアリングを開催。5月13日、自民・立憲民主など与野党6党によって同新法の素案がまとめられた。法律によりアダルトビデオを定義する必要性から同法では「性交若しくは性交類似行為または他人が人の露出された性器等を触る行為もしくは人が自己もしくは他人の露出された性器等を触る行為」を性行為と定義し、「性行為に係る人の姿態を撮影した映像並びにこれに関連する映像並びに音声によって構成され（略）その全体として専ら性欲を興奮させまたは刺激するもの」と記述された。
25日、超党派議員による「アダルトビデオ出演被害防止・救済法案」の審議において、立憲民主党の堤かなめが「政党として性行為AV禁止の法律を別途検討していくことは可能か」と聞き、同じく立民の森山浩行が「性行為AVの禁止を決めることはこの法律を妨げない。本法（被害防止・救済法案）成立後の議論、検討は可能だ。」と答弁した。また、堤は「テレビや映画の殺人シーンで実際に人は殺さない」「性行為の撮影や動画の売買を認めることは個人の尊厳を傷付け、性的搾取を許すことだ、」と表明した。このやりとりにより「AV禁止」がトレンドワード1位に上昇。立民幹事長・西村智奈美はAV禁止の法制定の検討は事実ではないと党公式サイトで否定した。その一方、日本共産党は2022年参議院議員選挙の公約において、「実際の性交を伴うAVを正面から規制する法整備」を進めることを明記した。
2022年6月15日、参議院での賛成多数による可決を経て、「性をめぐる個人の尊厳が重んぜられる社会の形成に資するために性行為映像制作物への出演に係る被害の防止を図り及び出演者の救済に資するための出演契約等に関する特則等に関する法律」（略称：AV出演被害防止・救済法）が成立した。その骨子は「作品発表後1年間（施行後2年は2年間）は、出演者が無条件で契約解除できる」「業者に出演への説明や契約を義務付け、契約から撮影まで1か月、撮影から発表まで4か月を空ける」などである。同法は6月23日からの施行であるが、その直前に出演者から「撮影が中止・延期になった」「契約に伴う作業が増えて仕事が入りづらくなった」との訴えが相次いだ。出演者の反対意見等については、「月島さくら#活動」も参照のこと。ライターの篁五郎は業態の慣習を変える法律であるにもかかわらずヒアリングが全くされていないことを指摘した。医療行政アナリストの中田智之も同じく拙速すぎる一本化調整を批判した。
新法の影響でメーカー側が慎重になり、AV女優からは仕事が減った報告がなされており、その影響のひとつとして2022年10月17日には、AV女優の愛沢のあが香港の業者の誘いに乗り、香港警察に売春容疑で逮捕されたことが報道された。
2022年下半期はAV新法の影響を受け、新人デビュー数は半減、全体のリリース数も大きく目減りした。ライターの黒光徹男はこの年のセールスランキング100位内に前年の新人がほとんどいないことを受け、若手女優の競争の熾烈化があると分析している。一方、週刊アサヒ芸能は女優の職業寿命が延びたこと、SNSなど本業以外で知名度を上げていけるようになり、ポッと出の新人では（知名度の）上位進出が難しい時代となったと分析。一般のタレントと同じく顔と名前の一致、自分の売りを明確に持つことが大事になってきたと結論付けた。
新人が出にくくなった一方で、AVライターのいんごまは中堅クラスの女優に静かなブレイク組が増えてきたと言及。出演キャンセルのリスクが少なく、テクニックがあり、それなりの売り上げも見込める女優のほうが計算が立つため、今後も需要が増えると展望を示した。
2023年は新型コロナの5類移行もあり、女優の共演作品が売り上げを伸ばした。また海外イベントの増加、外国人の爆買いなど国内外の影響も大きくなった。
また新法の影響という点では撮影時期と販売時期が大幅にズレるため、有名アニメなどをモチーフにしたパロディ系AVは減少の一途をたどり、それと入れ替わるように同人漫画の公式実写化AV作品が増加した。増えた要因として2020年発売『1000円カットのおネエさんにスいてもらう本。実写版』（ムーディーズ）のヒットがあり、2023年には『カラミざかり』実写版がシリーズ3作品（ムーディーズなど）制作されヒットした。一方でAV新法との板挟みにあう形となったAV人権倫理機構が2024年3月31日を以て活動終了。いわゆる商業AVを定義づけていた適正AVの枠組みが瓦解した。
2024年2月17日、FANZAが中心となり、miru、石川澪、桜空ももの3人が出演する「JAV海賊版対策プロジェクト」のプロモーションビデオを制作。繁体字、英語、日本語対応の特設サイトを開設し、違法アップロード被害約700億円（年）、違法ファイル共有被害約500億円（年）などの被害額を公表。
2024年2月23日、「AV産業の適正化を考える会」がAV新法の改正を訴えるデモを開催。AV女優、関係者のほかテレビプロデューサーでタレントのテリー伊藤、SODクリエイト代表の野本義明も参加した。3月8日にも日比谷公園から国会前までデモ行進が開催された。
AV新法により法律施行以降の作品についてはオムニバス、総集編について別途契約締結が必要となったが、2025年1月にはAV新法公布以前の作品についても、二次使用の出演者への意思確認、契約の締結が望ましいものであることを一般社団法人映像実演者協議会が業界団体に対し申し入れを行った。

### アジアの躍進
日本が混乱を見せる中、コロナ禍の2020年ごろから「麻豆傳媒」を代表とする中華系AVと呼ばれるグループが躍進した。日本のAVに影響を受け一部日本人も出演しているが、台湾で制作されており、媒体も海外のポルノサイトで無料配信されているのが特徴。韓国でもリベンジポルノ防止の観点から法律が緩和され、2018年にモザイク処理をしたAV作品制作を解禁。2023年に複数プレイが解禁となった。
台湾では2023年8月4日から3日間にわたり、台北国際成人展（TRE）が開催。約4年ぶりの開催となり、日本からは47名の女優が参加した。
コロナ禍が明け、AV新法に適応するようになった2024年に入ると日本国内では制作本数こそコロナ以前より減少したものの、ムーディーズ「バコバコバスツアー」、マドンナ「マドンナバスツアー」、エスワン「オールスター24名大集合ハーレムアイランド」など大共演作が復活、またディープフェイク技術によるAI女優、CG女優によるVR作品が生まれるなど新たな技術による時代に突入した。
コンピューター技術による映像進化は過去の作品に対しても行われており、各メーカーがAIリマスター作品を発売。CSスカパーでは2025年から2026年にかけて『AI高画質で甦る！昭和のレジェンドAV女優列伝』を放送する。